# Théorie de l'affirmation de soi
La théorie de l'affirmation de soi est une théorie de psychologie proposée par Claude Steele (1988) selon laquelle le but du soi est de protéger l'image de soi d'un point de vue intégrité, moralité et pertinence (l'intégrité est définie comme le sentiment d'être une bonne personne et la personne appropriée).
Cette théorie prétend expliquer pourquoi les personnes réagissent de manière à restaurer la confiance en soi lorsque leur intégrité est menacée. Les personnes répondent à la menace en utilisant l'adaptation psychologique indirecte en affirmant des ressources propres alternatives non liées à la menace. En conséquence, ces « affirmations de soi » permettent aux individus de faire face aux événements menaçants, sans avoir recours à des biais défensifs[Quoi ?], d'une manière plus ouverte et équitable.